# Alcalá del Valle
Alcalá del Valle é um município da Espanha na província de Cádiz, comunidade autónoma da Andaluzia, de área 47,13 km² com população de 5325 habitantes (2004) e densidade populacional de 112,99 hab/km².
Faz parte da Rota das aldeias brancas.

## Demografia
| Variação demográfica do município entre 1991 e 2004 | Variação demográfica do município entre 1991 e 2004 | Variação demográfica do município entre 1991 e 2004 | Variação demográfica do município entre 1991 e 2004 |
| --------------------------------------------------- | --------------------------------------------------- | --------------------------------------------------- | --------------------------------------------------- |
| 1991                                                | 1996                                                | 2001                                                | 2004                                                |
| 5316                                                | 5208                                                | 5281                                                | 5325                                                |